# Anger Cell
Anger Cell ist eine finnische Melodic-Death-Metal-Band aus Riihimäki, die 2007 gegründet wurde.

## Geschichte
Die Band wurde im Herbst 2007 gegründet. Kurze Zeit später trennte sich der Gitarrist Vesa „Wesleyer“ Säkkinen von seiner Band Pain Confessor. Ergänzt wurde die Besetzung neben dem Sänger DC durch den Gitarristen Jani Vesanen, den Bassisten Samppa, mit dem DC bereits zuvor in anderen Bands gespielt hatte, und den Schlagzeuger Jontte. Ihren ersten Auftritt hielt die Gruppe am 27. Juni 2009 auf der After-Party des Tuska Open Air Metal Festivals ab. Im August wurde das Demo Once With Hate in den Rockstar Productions Studios in Hyvinkää aufgenommen, ehe die Band im September zusammen mit Grendel, Kiana und Ghoul Patrol auf Tour ging. Gegen Ende des Jahres schrieb sie an neuen Liedern, woraufhin im Juni 2010, erneut in den Rockstar Productions Studios, die EP Haven for the Forsaken aufgenommen und im selben Jahr veröffentlicht wurde. Im September ging es auf eine weitere Tour mit Grendel, Ghoul Patrol, Kana sowie Bill Skins Fifth. Vom September 2011 bis Juli 2012 wurde in denselben Studios wie zuvor das Debütalbum aufgenommen und im Oktober 2012 über Inverse Records unter dem Namen A Fear Formidable veröffentlicht. Im März 2015 trennte sich Anger Cell von ihrem Sänger DC, woraufhin im Februar 2016 die Sängerin Maija als Ersatz dazustieß.

## Stil
Raininterror von schwermetall.ch bezeichnete die Musik auf A Fear Formidable als seichten Melodic Death Metal, dem es jedoch an „Experimentierfreude, Abwechslung oder gar Wiedererkennungscharakter“ fehle. Die Gruppe klinge dabei wie eine Mischung aus Soilwork, In Flames und Dark Tranquillity. Die Musiker würden ihre Instrumente gut beherrschen, jedoch seien die E-Gitarren zu hoch gestimmt, wodurch der Klang eher seicht als kraftvoll sei. In den Liedern komme man ohne Keyboardklänge aus. Auch mache die Gruppe gelegentlich von zweistimmigem Gesang Gebrauch. Stephan Møller von metal.de schrieb in seiner Rezension zum Album, dass es hierauf Melodic Death Metal gibt, der vor allem durch die schwedische Spielart beeinflusst worden, jedoch völlig ohne Idee, Identität oder Innovation sei. Die Songs würden technisch sauber gespielt und die Produktion sei sauber, jedoch kantenlos. Auch verwende die Gruppe Klargesang, der an den von Björn Strid erinnere.

## Diskografie
- 2009: Once With Hate (Demo, Eigenveröffentlichung)
- 2010: Haven for the Forsaken (EP, Eigenveröffentlichung)
- 2012: A Fear Formidable (Album, Inverse Records)